# Шишкин, Валерий Михайлович
Валерий Михайлович Шишкин (1939—2009) — советский моряк-подводник, один из первых отечественных гидронавтов, Герой Советского Союза (19.03.1973). Капитан 1-го ранга (20.09.1976).

## Биография
Валерий Шишкин родился 23 декабря 1939 года в посёлке завода «Красное Пламя» Александровского района Ивановской области. Окончил десять классов школы. 
В июле 1957 года был призван на службу в Военно-морской флот СССР. В октябре 1961 года окончил Высшее военно-морское училище подводного плавания имени Ленинского комсомола с отличием. Служил на Балтийском флоте: с ноября 1961 года — командир рулевой группы подводной лодки (ПЛ) «С-280», с августа 1962 года — командир штурманской боевой части (БЧ-1) ПЛ «С-95». С февраля 1964 года по апрель 1965 года был откомандирован на суда Министерства морского флота СССР для совершенствования практических навыков по кораблевождению, затем с апреля 1965 года — командир БЧ-1 ПЛ «С-143», а с октября 1967 года — старший помощник командира ПЛ «С-174» Балтийского флота.
С августа 1968 года капитан 2-го ранга Валерий Шишкин проходил службу испытателем специальной воинской части Министерства обороны СССР, занимающейся глубоководными исследованиями и освоением специальной подводной техники (с 1976 года — 19-й Центр Министерства обороны СССР). В этом качестве принимал участие в важных испытаниях новейшей военной техники.
Летом 1972 года был прикомандирован к экипажу подводной лодки Б-69 25-й бригады подводных лодок 4-й учебной дивизии кораблей Ленинградской военно-морской базы, специально переоборудованной под буксировку новейшего глубоководного комплекса «Селигер». Осенью 1972 года лодка совершила боевой поход в Северную Атлантику, в ходе которого экипаж гидронавтов, в составе которого был В. М. Шишкин, произвёл океанические испытания глубоководного аппарата. В целом ходовые сдаточные испытания комплекса прошли успешно. В ходе испытаний экипаж гидронавтов «Селигер»а достиг глубины в 2 000 метров.
Указом Президиума Верховного Совета СССР от 19 марта 1973 года за «создание, испытание и освоение новой военной техники и проявленные при этом мужество и отвагу» капитан 2-го ранга Валерий Шишкин был удостоен высокого звания Героя Советского Союза с вручением ордена Ленина и медали «Золотая Звезда» за номером 10735.
Этим же указом звания Героев присвоены и другим членам экипажа Ю. Г. Пыхину и Ю. П. Филипьеву; эти трое моряков стали первыми отечественными гидронавтами, удостоенными звания Героев Советского Союза.

Могила Шишкина на Троекуровском кладбище Москвы.

Проходил дальнейшую службу в том же Центре, участвовал во многих испытаниях специальной техники. В январе 1992 года капитан 1-го ранга В. М. Шишкин уволен в запас. 
Проживал в Москве. Скончался 30 января 2009 года, похоронен на Троекуровском кладбище Москвы.

## Награды
- Медаль «Золотая Звезда» Героя Советского Союза (19.03.1973)
- орден Ленина (19.03.1973)
- орден За службу Родине в Вооружённых Силах СССР 3 степени (1975)
- медали